# Myicola metisiensis
Myicola metisiensis is een eenoogkreeftjessoort uit de familie van de Myicolidae. De wetenschappelijke naam van de soort is voor het eerst geldig gepubliceerd in 1885 door Wright R..